# Hologagrella
Genre
Hologagrella est un genre d'opilions eupnois de la famille des Sclerosomatidae.

## Distribution
Les espèces de ce genre se rencontrent en Asie du Sud-Est et au Japon.

## Liste des espèces
Selon World Catalogue of Opiliones (11/05/2021) :
- Hologagrella curvicornis Roewer, 1914
- Hologagrella curvispina Banks, 1930
- Hologagrella luzonica Roewer, 1910
- Hologagrella minatoi Suzuki, 1974
- Hologagrella normalis Banks, 1930
- Hologagrella reticulata Roewer, 1910
- Hologagrella timorana Roewer, 1955

## Publication originale
- Roewer, 1910 : « Revision der Opiliones Plagiostethi (= Opiliones Palpatores). I. Teil: Familie der Phalangiidae. (Subfamilien: Gagrellini, Liobunini, Leptobunini). » Abhandlungen aus dem Gebiete der Naturwissenschaften, herausgegeben vom Naturwissenschaftlichen Verein in Hamburg, vol. 19, p. 1–294.